# Nedžad Ibrišimović
Nedžad Ibrišimović (20. října 1940 Sarajevo, Království Jugoslávie – 15. září 2011 Ilijaš, Bosna a Hercegovina) byl bosenskohercegovský prozaik, dramatik a sochař bosňáckého původu.

## Život
Během válečných let přišel o otce Šabana (?–1943), a tak se s matkou Nafijou a sestrou Nidžarou z rodného Sarajeva přestěhoval do městečka Žepče, odkud pocházela matčina strana rodiny. Nafija byla ostatně dcerou Hifzi-ef. Muftiće, žepčanského rodáka, který působil jako šarí’atský soudce na různých místech v Bosně a Hercegovině.

V Žepče Nedžad vychodil základní školu, poté rok studoval na hutnické odborné škole v Zenici, ale nakonec zakotvil na uměleckoprůmyslové škole v Sarajevu (1957–1961), kde dokončil obor sochařství. Po kratší pauze se roku 1962 zapsal na studium filozofie na Univerzitě v Sarajevu, které úspěšně završil o dvanáct let později.

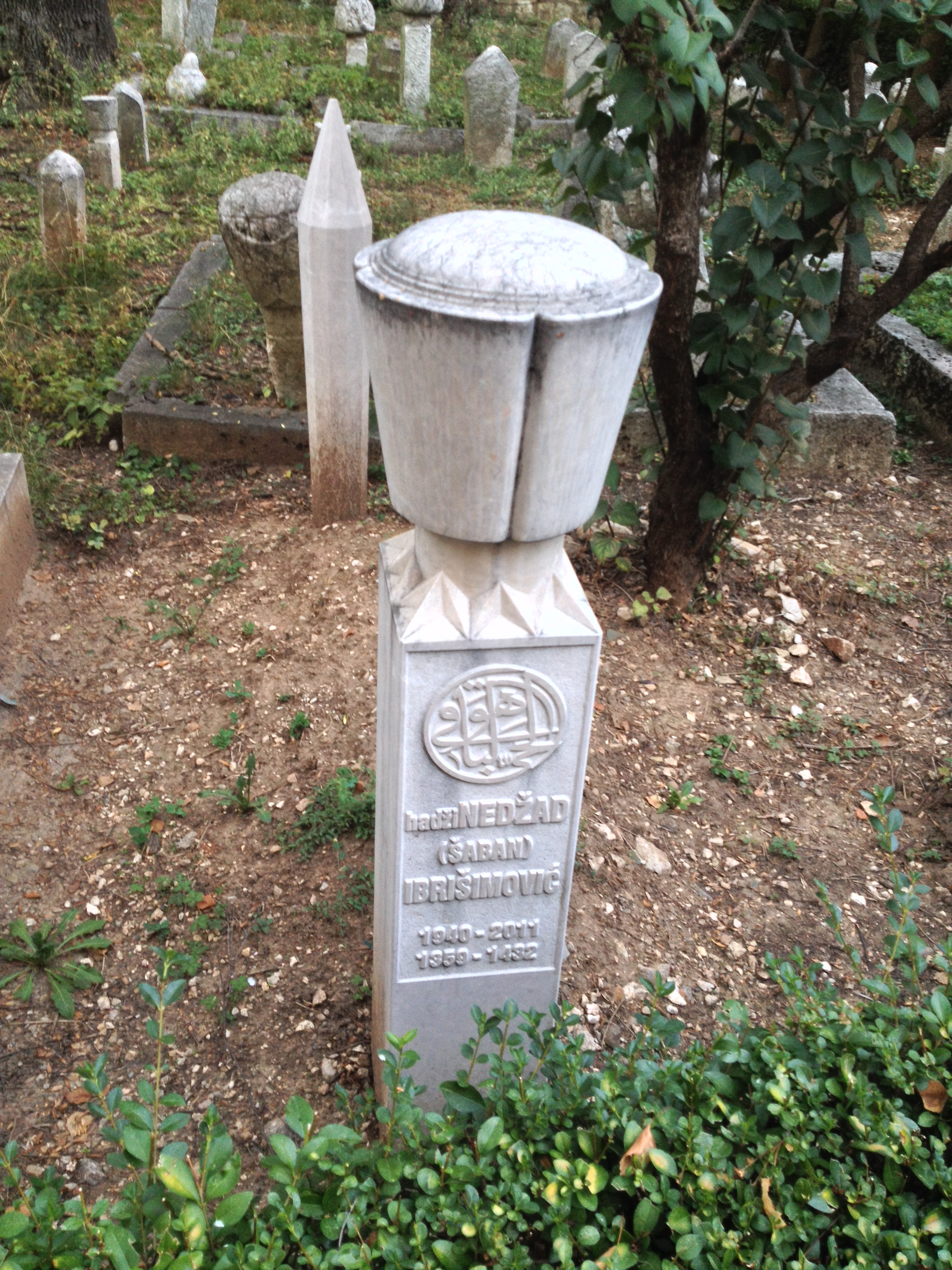
Hrob Nedžada Ibrišimoviće, Sarajevo, mešita Ferhadija, 2015

Umělecky debutoval roku 1964 sbírkou povídek Kuća zatvorenih vrata (Dům se zavřenými dveřmi), původně pojmenovanou Kuća bez vrata (Dům bez dveří). Úspěch prvotiny jej přivedl do Sdružení spisovatelů Bosny a Hercegoviny, mezi lety 1993 a 2001 stál v čele jeho nástupce v podobě Obce spisovatelů Bosny a Hercegoviny, zároveň mu ale ztrpčoval život coby nechtěnému autorovi jugoslávské černé vlny. Od roku 1982 byl rovněž členem Sdružení výtvarných umělců Bosny a Hercegoviny, přičemž do roku 2000 uspořádal deset samostatných výstav.
Během svého života pracoval jako redaktor v denících Naši dani (Naše dny) a Oslobođenje (Osvobození) a šéfredaktor v literárním časopisu Obce spisovatelů Život (1995–1998).
Slávu mu přinesl román Ugursuz (1968, č. 1976 jako Zlá krev) a po něm prózy Karabeg (1971), Braća i veziri (Bratři a vezíři, 1989) a Knjiga Adema Kahrimana (Kniha Adema Kahrimana, 1992, č. 1995 úryvky jako součást antologie Vzkázání ze dna noci). Za nejvýznamnější autorovo dílo je považován román Vječnik (2005, č. Věčník 2015).
Nedžad Ibrišimović zemřel 15. září 2011 v obci Ilijaš u Sarajeva, kde trávil poslední léta svého života. Následujícího dne proběhlo poslední rozloučení v Národním divadle v Sarajevu a pohřeb, jehož součástí bylo uložení ostatků ve dvoře sarajevské mešity Ferhadija.

## Dílo
- Kuća zatvorenih vrata (Dům se zavřenými dveřmi, Sarajevo 1964), sbírka povídek, pak jako Kuća bez vrata i druge priče (Dům bez dveří a jiné povídky, Sarajevo 1989, 2005)
- Ugursuz (Sarajevo 1968, 1982, 1984, 1991, 1996, 1997, 1999, 2005, 2009, 2011), román, česky: jako Zlá krev (Praha 1976)
- Karabeg (Sarajevo 1971, 1984, 2005), román
- Priče (Povídky, Sarajevo 1972), sbírka povídek
- Živo i mrtvo (Živé i mrtvé, Sarajevo 1978), sbírka povídek
- Zmaj od Bosne (Drak z Bosny, Sarajevo 1980)
- Bog si ove hefte (Jsi bůh tohoto týdne, Sarajevo 1980), pak jako Car si ove hefte (Jsi král tohoto týdne, Sarajevo 1991)
- Karabeg (Sarajevo 1985), drama
- Nakaza i vila (Kráska a zvíře, Sarajevo 1986, 2004), sbírka povídek
- Drame (Dramata, Sarajevo 1988, 2005), sbírka dramat
- Braća i veziri (Bratři a vezíři, Sarajevo 1989, 1991, 2005), román
- Knjiga Adema Kahrimana (Kniha Adema Kahrimana, Sarajevo 1992, 1993, 1994, 2003, 2005, 2006), román, česky: úryvek součástí Vzkázání ze dna noci, Praha 1995), anglicky: The Book of Adem Kahriman written by Nedžad Ibrišimović The Bosnian (Sarajevo 1992, 1994), německy: Das Buch Adem Kahrimans geschrieben von Nedžad Ibrišimović dem Bosnier (Sarajevo 2003), španělsky: El Libro de Adem Kahriman (Mexico 2000)
- Zambaci moje duše (Lilie mé duše, Sarajevo 1994), sbírka poezie
- Bosna, to je jedna dobra zemlja (Bosna, to je taková dobrá země, Sarajevo 1994), sbírka poezie
- Ruhani i šejtani inspiracija (Duchové a ďáblové inspirace, Sarajevo 1996, 2005, 2013), sbírka článků, esejů a rozhovorů
- Bosna je ćilimom zastrta (Bosna je samý koberec, Sarajevo 1996), sbírka poezie
- Žurno ispričao Šamilov mlađi sin (Ve spěchu odvyprávěl Šamilův mladší syn, Sarajevo 1997), sbírka povídek
- Woland u Sarajevu (Woland v Sarajevu, Tešanj 2000), drama
- Bio jednom jedan (Byl jednou jeden, Sarajevo 2000, 2005, 2009), sbírka povídek
- Pripovijesti (Povídky, Sarajevo 2005), sbírka povídek
- Vječnik (Sarajevo 2005, 2006, 2007, 2008, 2009, Záhřeb 2007), román, anglicky: Eternee (Sarajevo 2010, 2011), česky: Věčník (Praha 2015)
- Nepoznati ljudi (Neznámí lidé, Sarajevo 2009), sbírka povídek
- El-Hidrova knjiga (Al-Chidrova kniha, Sarajevo 2011), román